# Doug Ast
Douglas Ast (* 17. April 1973 in Chilliwack, British Columbia) ist ein ehemaliger kanadischer Eishockeyspieler, der sechs Spielzeiten für den ERC Ingolstadt und zwei für die Iserlohn Roosters in der Deutschen Eishockey Liga verbrachte. In den 1990er Jahren war er auch als professioneller Inlinehockeyspieler in der nordamerikanischen Roller Hockey International aktiv.

## Karriere
Seine Karriere begann der Center in seinem Heimatort bei den Chilliwack Chiefs, wo er von 1991 bis 1994 spielte. In seinem zweiten und dritten Jahr war Ast Kapitän seiner Mannschaft. Mit 242 Scorerpunkten in 161 Spielen belegte er den zwölften Platz der erfolgreichsten Scorer der Liga-Geschichte. In den nächsten beiden Jahren lief Ast für die Auswahl der University of British Columbia im Spielbetrieb der CIAU auf.
Zur Saison 1996/97 gab er sein Profidebüt und spielte in der ECHL bei den Wheeling Nailers sowie in der American Hockey League bei den Syracuse Crunch. Anschließend wechselte Ast in die International Hockey League zu den Long Beach Ice Dogs. Dort kam er mit seiner Mannschaft bis ins Halbfinale der Playoffs, wo man dem späteren Meister Chicago Wolves unterlag. Er absolvierte noch zwei weitere Spielzeiten für die Ice Dogs und wechselte zur Saison 2000/01 zu den Manitoba Moose. Mit den Moose unterlag er erneut den Chicago Wolves im Halbfinale. Anschließend unterschrieb er bei den Iserlohn Roosters aus der Deutschen Eishockey Liga. Dort verpasste er in seinen zweiten Jahr nur knapp die Play-offs. Während seiner Zeit im Sauerland war er einer der Leistungsträger der Mannschaft und war einer der erfolgreichsten Bullyspieler der Liga. Anschließend unterschrieb er zur Saison 2003/04 einen Vertrag beim Ligakonkurrenten ERC Ingolstadt. In sechs Jahren wurde er zum besten DEL-Torjäger der Ingolstädter und war zweimal Topscorer seines Teams. Dieses konnte fünfmal in Folge die Play-offs erreichen und kam dabei 2004 und 2005 bis ins Halbfinale. Am 8. August 2009 gab der ERC Ingolstadt bekannt, dass Ast seine aktive Karriere aus gesundheitlichen Gründen beenden muss. Seine Trikotnummer 18 wurde beim ERC Ingolstadt gesperrt, da Ast der erste Spieler war, der 100 DEL-Tore für die Panther erzielen konnte.

### Inlinehockey
Von 1995 bis 1997 spielte Doug Ast neben dem Eishockey im Sommer auch professionelles Inlinehockey. In den ersten beiden Jahren bei Vancouver Voodoo, 1997 dann bei den Los Angeles Blades. 1998 wurde der Mittelstürmer zudem mit Team Canada IIHF Inline-Weltmeister in Anaheim, Kalifornien.

## Erfolge und Auszeichnungen
- 1998 Ironman Award
- 2003 Teilnahme am DEL All-Star Game
- 2006 Teilnahme am DEL All-Star Game

## Karrierestatistik

### Inlinehockey
(Legende zur Spielerstatistik: Sp oder GP = absolvierte Spiele; T oder G = erzielte Tore; V oder A = erzielte Assists; Pkt oder Pts = erzielte Scorerpunkte; SM oder PIM = erhaltene Strafminuten; +/− = Plus/Minus-Bilanz; PP = erzielte Überzahltore; SH = erzielte Unterzahltore; GW = erzielte Siegtore; 1 Play-downs/Relegation; Kursiv: Statistik nicht vollständig)